# Prorella leucata
Prorella leucata là một loài bướm đêm trong họ Geometridae.